# Chichibu

Chichibu (秩父市 Chichibu-shi?) este un municipiu din Japonia, prefectura Saitama.